# Clubiona pallidula
Clubiona pallidula es una especie de araña araneomorfa del género Clubiona, familia Clubionidae. Fue descrita científicamente por Carl Alexander Clerck en 1757.
Habita en Europa, Cáucaso, Rusia (Europa al Lejano Oriente) y Asia Central. Introducido a América del Norte, se puede encontrar en Canadá en las costas de Columbia Británica y en los Estados Unidos, en Washington y al sur de Ontario.
El cuerpo de los adultos puede medir 6-11 mm. Suele ser encontrada en arbustos, cultivos, hierba, debajo de la corteza y en madrigueras. Se encuentra desde abril a junio (machos adultos) y desde junio a noviembre (hembras adultas).